# Bahnstrecke Korzybie–Darłowo
| Der Verlauf der PKP-Bahnlinie 418 |                            |                                               |                                               |
| Streckennummer: | 418                        |                                               |                                               |
| Kursbuchstrecke (PKP): | 384                        |                                               |                                               |
| Kursbuchstrecke: | 111p (1934) DR 111g (1940) |                                               |                                               |
| Streckenlänge: | 34,59 km                   |                                               |                                               |
| Spurweite: | 1435 mm (Normalspur)       |                                               |                                               |
| Streckengeschwindigkeit: | 80 km/h                    |                                               |                                               |
| |                            |                                               |                                               |
| \| \| \| von Piła–Szczecinek (Schneidemühl–Neustettin) \| \| \| \| \| von Grzmiąca–Polanów (Gramenz–Pollnow) \| \| \| \| 0,000 \| Korzybie (Zollbrück [Pommern]; früher Bf.) \| 36 m \| \| \| \| nach Lipusz–Bytów (Lippusch–Bütow) \| \| \| \| \| nach Słupsk–Ustka (Stolp–Stolpmünde) \| \| \| \| \| Wieprza (Wipper) \| \| \| \| \| Woiwodschaften Pommern und Westpommern \| \| \| \| 8,337 \| Gwiazdówko (Quäsdow) \| 27 m \| \| \| 12,677 \| Pomiłowo (Marienthal) \| 22 m \| \| \| \| von Gdańsk–Słupsk (Danzig–Stolp) \| \| \| \| 15,578 \| Sławno (Schlawe) \| 26 m \| \| \| \| nach Polanów (Pollnow) \| \| \| \| \| nach Ustka (Stolpmünde) \| \| \| \| \| nach Koszalin–Stargard (Köslin–Stargard) \| \| \| \| 21,670 \| Boleszewo (Rötzenhagen; früher Bahnhof) \| 27 m \| \| \| 26,060 \| Nowy Jarosław (Neu Järshagen; früher Bf) \| 28 m \| \| \| 28,700 \| Sińczyca (Schöningswalde) \| 21 m \| \| \| 31,280 \| Darłowiec (Forsthaus Rügenwalde) \| 10 m \| \| \| 34,590 \| Darłowo (Rügenwalde; früher Bahnhof) \| 2 m \| |                            |                                               |                                               |
| Strecke |                            | von Piła–Szczecinek (Schneidemühl–Neustettin) | von Piła–Szczecinek (Schneidemühl–Neustettin) |
| Abzweig geradeaus und ehemals von links |                            | von Grzmiąca–Polanów (Gramenz–Pollnow)        | von Grzmiąca–Polanów (Gramenz–Pollnow)        |
| Haltepunkt / Haltestelle | 0,000                      | Korzybie (Zollbrück [Pommern]; früher Bf.)    | 36 m                                          |
| Abzweig geradeaus und ehemals nach rechts |                            | nach Lipusz–Bytów (Lippusch–Bütow)            | nach Lipusz–Bytów (Lippusch–Bütow)            |
| Abzweig ehemals geradeaus und nach rechts |                            | nach Słupsk–Ustka (Stolp–Stolpmünde)          | nach Słupsk–Ustka (Stolp–Stolpmünde)          |
| Brücke über Wasserlauf (Strecke außer Betrieb) |                            | Wieprza (Wipper)                              | Wieprza (Wipper)                              |
| Grenze (Strecke außer Betrieb) |                            | Woiwodschaften Pommern und Westpommern        | Woiwodschaften Pommern und Westpommern        |
| Bahnhof (Strecke außer Betrieb) | 8,337                      | Gwiazdówko (Quäsdow)                          | 27 m                                          |
| Haltepunkt / Haltestelle (Strecke außer Betrieb) | 12,677                     | Pomiłowo (Marienthal)                         | 22 m                                          |
| Abzweig ehemals geradeaus und von rechts |                            | von Gdańsk–Słupsk (Danzig–Stolp)              | von Gdańsk–Słupsk (Danzig–Stolp)              |
| Bahnhof | 15,578                     | Sławno (Schlawe)                              | 26 m                                          |
| Abzweig geradeaus und ehemals nach links |                            | nach Polanów (Pollnow)                        | nach Polanów (Pollnow)                        |
| Abzweig geradeaus und ehemals nach rechts |                            | nach Ustka (Stolpmünde)                       | nach Ustka (Stolpmünde)                       |
| Abzweig geradeaus und nach links |                            | nach Koszalin–Stargard (Köslin–Stargard)      | nach Koszalin–Stargard (Köslin–Stargard)      |
| Haltepunkt / Haltestelle | 21,670                     | Boleszewo (Rötzenhagen; früher Bahnhof)       | 27 m                                          |
| Haltepunkt / Haltestelle | 26,060                     | Nowy Jarosław (Neu Järshagen; früher Bf)      | 28 m                                          |
| Haltepunkt / Haltestelle | 28,700                     | Sińczyca (Schöningswalde)                     | 21 m                                          |
| ehemaliger Haltepunkt / Haltestelle | 31,280                     | Darłowiec (Forsthaus Rügenwalde)              | 10 m                                          |
| Haltepunkt / Haltestelle Streckenende | 34,590                     | Darłowo (Rügenwalde; früher Bahnhof)          | 2 m                                           |

Die Bahnstrecke Korzybie–Darłowo ist eine Nebenbahnstrecke der Polnischen Staatsbahn (PKP), die aus der Nordwestregion der polnischen Woiwodschaft Pommern in den Nordosten der Woiwodschaft Westpommern bis an die Ostsee führt.

## Verlauf
Die Bahnstrecke von Korzybie (Zollbrück) nach Darłowo (Rügenwalde) verläuft auf 35 Kilometern von Südosten nach Nordwesten und stellt eine Verbindung zwischen dem Bahnknotenpunkt Korzybie und den Städten Sławno (Schlawe) und Darłowo her, wobei dem Bäderverkehr an die Ostsee eine besondere Bedeutung zukommt. Verläuft die Bahnstrecke anfangs parallel zum Flusslauf der Wieprza (Wipper), so trifft sie diesen – der einen weiten Bogen nach Nordosten nimmt – erst am Zielort wieder.
Die Strecke darf zwischen Sławno und Darłowo von Personenzügen mit achtzig Kilometern pro Stunde, von Güterzügen mit siebzig Kilometern pro Stunde Höchstgeschwindigkeit befahren werden.

## Geschichte

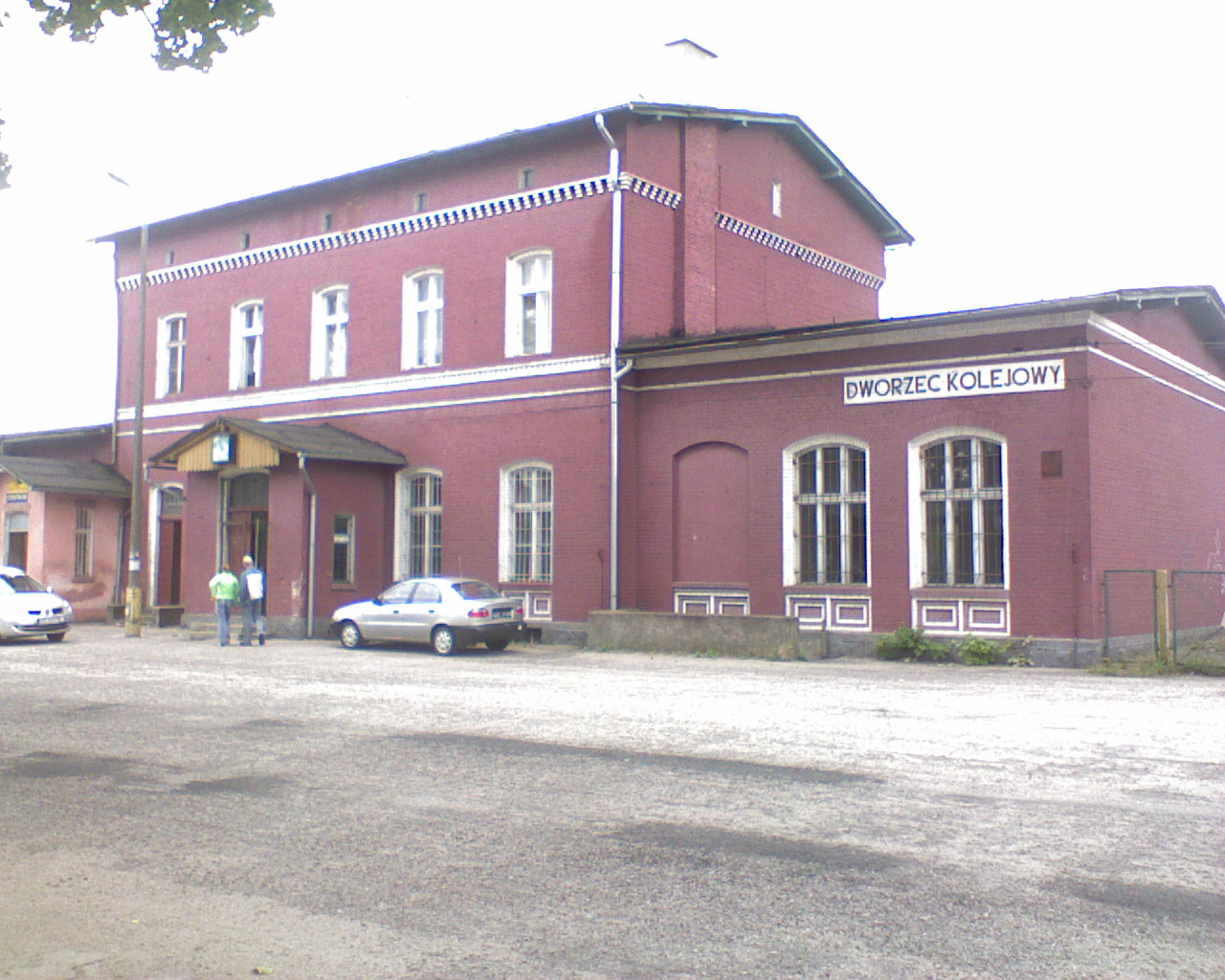
Der Bahnhof in Korzybie (Zollbrück)

Für das kleine hinterpommersche Dorf Zollbrück (heute polnisch: Korzybie) war das Jahr 1878 von historischer Bedeutung: nicht nur, dass am 1. Oktober die Preußische Ostbahn ihre neuerbaute Strecke von Neustettin (Szczecinek) nach Stolpmünde (Ustka) in Betrieb nahm, sondern auch, dass nun auch noch nur sechs Wochen später – am 15. November – die Eröffnung der – ebenfalls von der Preußischen Ostbahn neuerrichteten – Bahnstrecke Zollbrück (Korzybie)–Rügenwalde (Darłowo) erfolgte. Zollbrück wurde somit innerhalb weniger Wochen zu einem Bahnknotenpunkt, in dem im Jahre 1884 noch die Bahnstrecke von Zollbrück nach Bütow (Bytów) ihren Anschluss fand und in den 1921 außerdem – allerdings nur bis 1945 – die Bahnstrecke von Pollnow (Polanów) nach Zollbrück einmündete.
In Schlawe (Sławno) traf die Bahnstrecke auf die bereits seit 1869 vorhandene Bahnstrecke Köslin (Koszalin)–Stolp (Słupsk), später folgte eine Anschlussstrecke nach Stolpmünde (Ustka) sowie eine Kleinbahnstrecke der Schlawer Bahnen nach Pollnow (Polanów) und weiter bis Breitenberg (Gołogóra).
Für Rügenwalde (Darłowo) ist die Bahnstrecke die einzige Bahnanbindung.
Die Bahnstrecke Korzybie–Darłowo führt die PKP-Streckennummer 418. Im Jahre 2001 wurde der Betrieb auf der gesamten Strecke eingestellt. Im folgenden Jahr wurde der Abschnitt Sławno–Darłowo generalüberholt und dabei auf die Höchstgeschwindigkeit von 100 km/h ausgerichtet. Am 20. Juni 2005 wurde der Personenverkehr auf diesem Streckenabschnitt wieder aufgenommen, aber zum 11. Dezember 2011 wieder eingestellt.
Im Februar 2017 wurde bekanntgegeben, dass im Sommer desselben Jahres für etwa eineinhalb Monate wieder Züge von Sławno nach Darłowo fahren werden, 2018 sollte über eine mögliche dauerhafte Reaktivierung des Personenverkehrs entschieden werden. Am 23. Juni 2018 wurde der Verkehr wiederaufgenommen.